# Cicca

Un mozzicone di sigaretta sulla neve sporca

La cicca è ciò che resta di una sigaretta o di un sigaro dopo il suo uso. È detta anche mozzicone di sigaretta/di sigaro o, con accezione assoluta, semplicemente mozzicone. Nella stessa accezione assoluta, in contesti linguistici meridionali, si usa anche il termine mozzone.
Con il termine cicca si usa indicare anche il mozzicone spento di sigaro che alcuni usano masticare, un'azione, questa, che in italiano è denominata ciccare.
A dispetto della loro apparenza inoffensiva, le cicche sono causa di rilevanti problemi ecologici, sia nel campo della gestione dei rifiuti sia nel campo della gestione forestale. Tali problemi sono particolarmente legati all'abitudine diffusa di disperderle nell'ambiente, sia naturale che urbanizzato, un gesto apparentemente innocuo che implica, invece, pesanti ricadute ambientali, giungendo, in alcuni casi, a integrare pesanti profili di responsabilità penale. Oltre agli aspetti ecologici, la disseminazione e l'ubiquità delle cicche negli spazi pubblici può essere anche percepita come uno dei più sgradevoli sintomi di degrado del tessuto ambientale e del decoro urbano, in misura inferiore solo all'abbandono di feci per le strade.
Assumono un certo rilievo, inoltre, aspetti relativi all'igiene e alla sanità, legati al rischio di intossicazione per ingestione, particolarmente in soggetti di età infantile, anche se, in questo caso, il rischio appare più intrinsecamente legato a questioni di sicurezza domestica, piuttosto che alla disseminazione di cicche negli spazi pubblici frequentati dai bambini.

## Etimologia

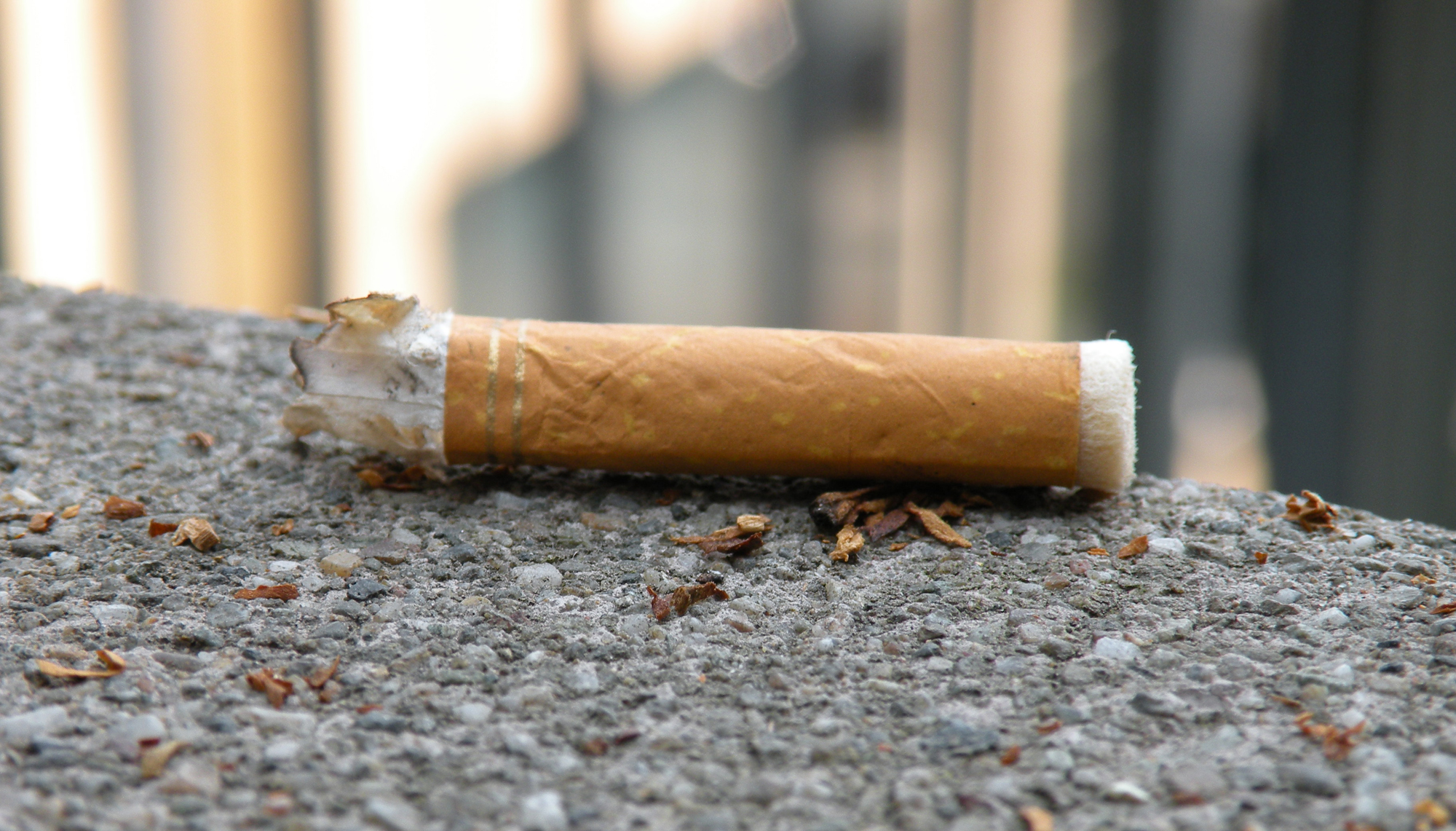
Una cicca abbandonata su un pavimento di asfalto, caso esemplare di res derelicta

Il sostantivo cicca e il verbo ciccare derivano etimologicamente dai vocaboli francese chique e chiquer: si tratta, rispettivamente, di un sostantivo e di un verbo che condividono un'identica radice alla cui origine vi è un'onomatopea che richiama il rumore della masticazione.

## Status giuridico
Dal punto del diritto privato, nei sistemi romanistici, i mozziconi rientrano nella categoria delle res derelictae, ovvero delle cose mobili che, versando in stato di abbandono, non sono considerate proprietà di alcuno. Non appartengono invece alla categoria delle res nullius, dal momento che prima del loro abbandono erano di proprietà di qualcuno. In quanto proprietà di nessuno, le cicche possono essere oggetto di acquisto della proprietà mediante occupazione.
Dal punto di vista della gestione e del diritto ambientale, le cicche sono da considerarsi un rifiuto, che rappresentano, da un punto di vista puramente numerico, la frazione più numerosa della spazzatura prodotta annualmente nel mondo Dal punto di vista della sicurezza ambientale, anche quando smaltito in maniera adeguata, il mozzicone è da considerarsi un rifiuto pericoloso. A differenza di altri materiali congeneri, le cicche non rivestono alcun interesse economico, per via delle piccole dimensioni e dello scarso valore dei materiali di cui sono composte, salvo in passato, quando, in alcuni ambienti sociali, poteva registrarsi un interesse alla loro raccolta.

## Composizione e aspetto

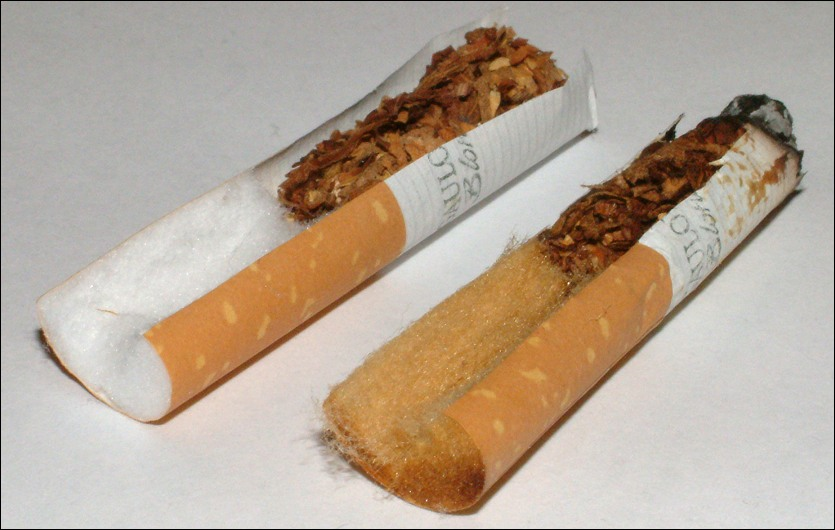
Confronto (in sezione) tra un filtro intatto e una cicca

Il tipo di mozzicone, il suo stato e il suo odore, dipendono dalle caratteristiche del prodotto (tabacco e confezionamento) oltre che dall'uso a cui è stato sottoposto (aspirazione del fumo o consunzione spontanea; intensità dell'aspirazione; condizioni di fine uso):
- Sigaretta con filtro: la cicca misura meno di un terzo della lunghezza della sigaretta e si compone del filtro (un cilindro di fibra sintetica – acetato di cellulosa – rivestito in carta colorata), alcuni avanzi di tabacco e brandelli della cartina che lo avvolge, parzialmente consumati e carbonizzati, insieme a resti di cenere. A volte, il filtro è leggermente bruciacchiato. Dopo il consumo, gli elementi costitutivi della cicca (filtro, carta, tabacco) rimangono impregnati delle sostanze che sono destinati a filtrare e trattenere, in maniera più o meno satura a seconda dell'intensità con la quale la sigaretta è stata fumata.
- Sigaretta senza filtro: la cicca si compone di sola carta, tabacco e cenere. Mancando il filtro fibroso, è generalmente più corta. L'uso di un bocchino può permettere il consumo totale del tabacco, in modo da non lasciare alcun mozzicone residuo.
  - Fabbricazione industriale: la cicca è di forma cilindrica.
  - Fabbricazione personale: la cicca ha una forma più irregolare, vagamente cilindrica, rastremata verso la parte che viene a contatto delle labbra.

La forma finale assunta dalla cicca conserva informazioni anche sul modo in cui essa si è prodotta, se a seguito di uno spegnimento intenzionale (come avviene nella maggior parte dei casi) o se per effetto di una consumazione e spegnimento spontanei. La sua forma può indicare la modalità di spegnimento intenzionale: fortemente curvata se ha subito uno schiacciamento con le dita attraverso una pressione esercitata all'estremità, o appiattita nel senso della lunghezza se è stata pestata con un piede. Alcune cicche possono conservare quantità più rilevanti di tabacco a causa dell'interruzione precoce dell'aspirazione.

## Sociologia

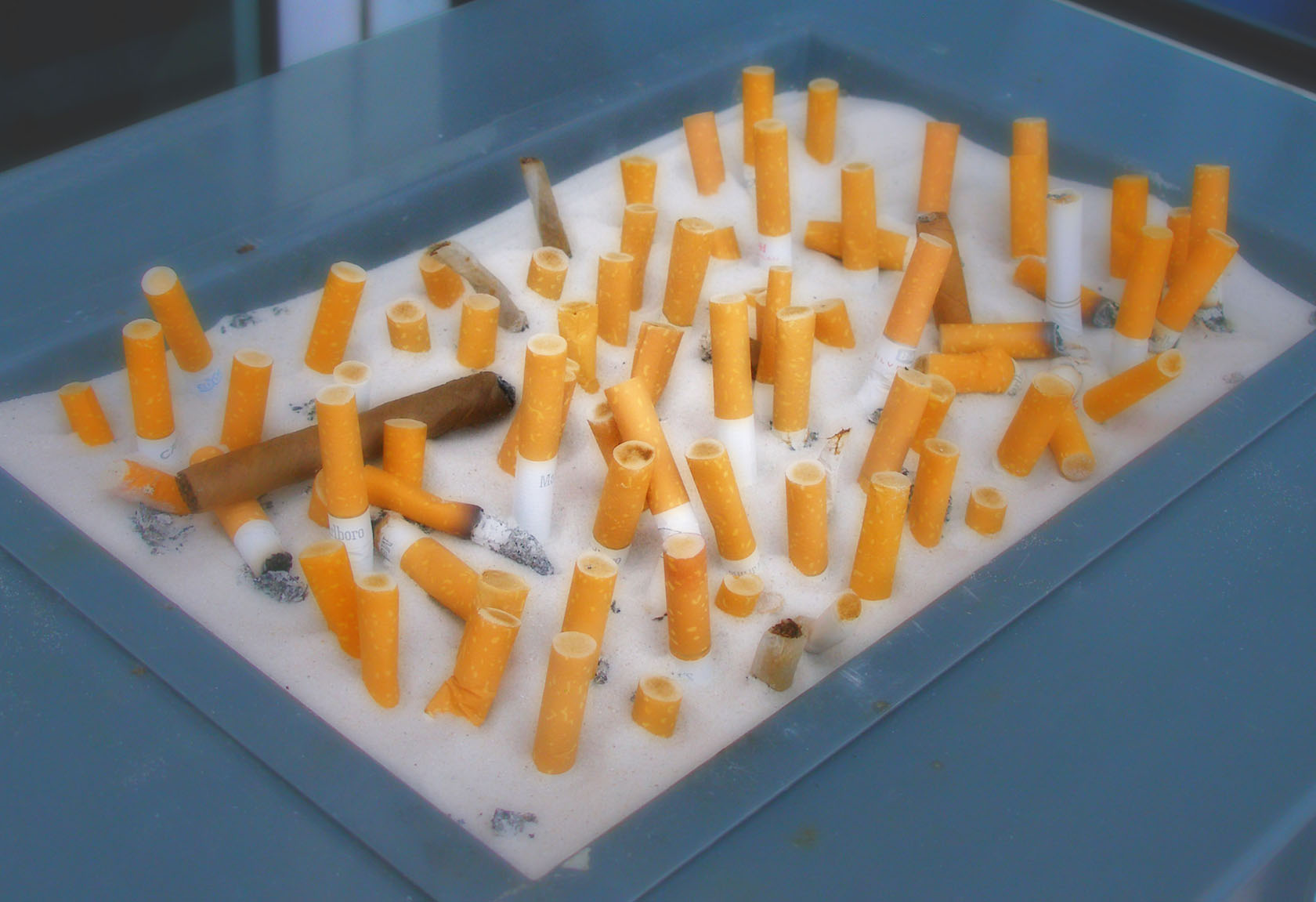
Posacenere in luoghi particolari (come in questa caffetteria lungo le strade francesi) riducono i fenomeni di abbandono

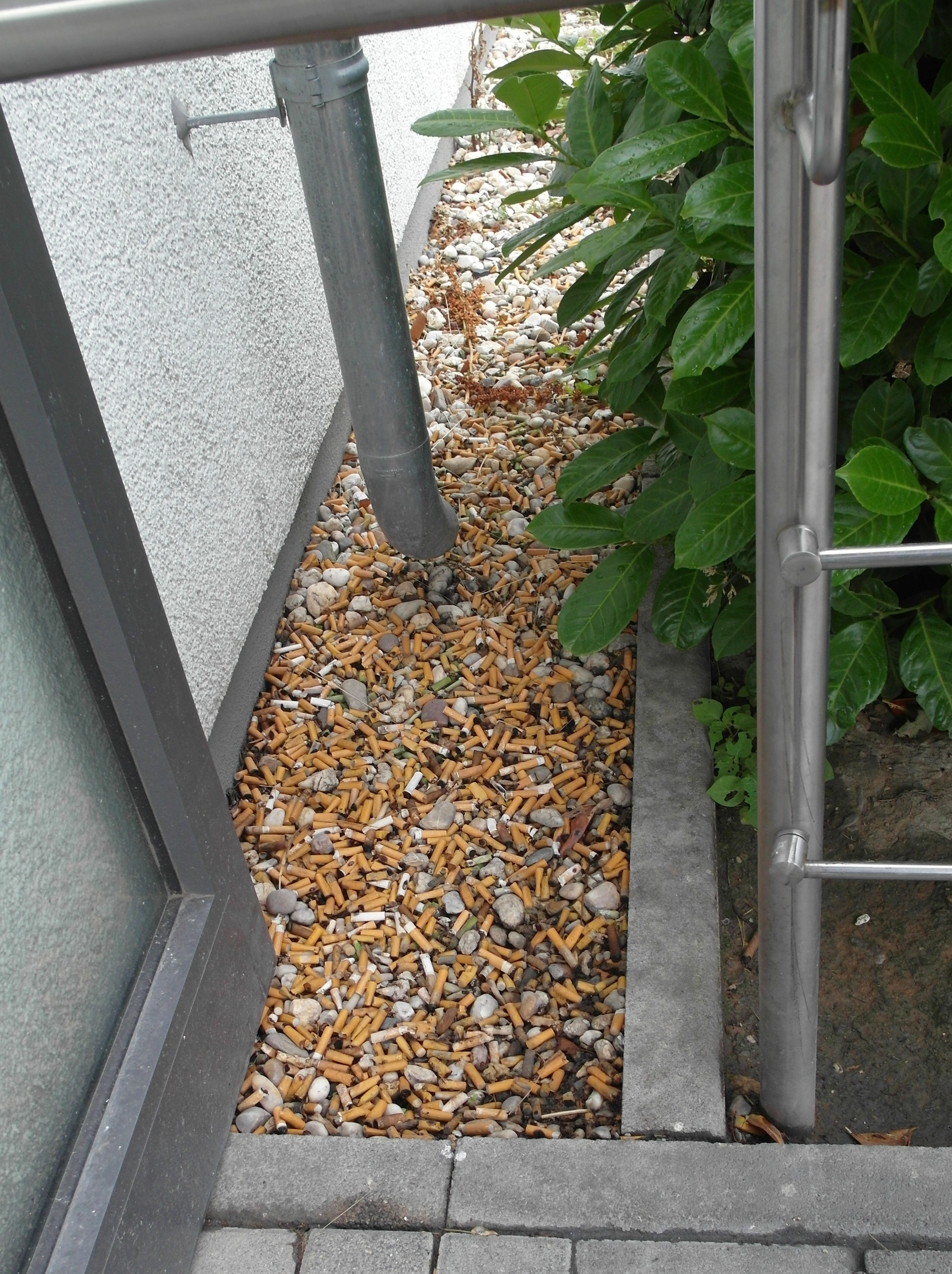
Fenomeni di accumulo di cicche all'esterno di un luogo interdetto al fumo (un pronto soccorso di Bonn)

La cicca del sigaro, o anche di una sigaretta arrotolata a mano, viene talvolta trattenuta in bocca anche dopo che si è spenta per essere ciancicata tra le labbra.

### Mestieri legati alla raccolta delle cicche
In passato, il poco tabacco residuo poteva destare perfino un certo interesse economico, tanto che vi erano persone dedite abitualmente a raccattare le cicche abbandonate, nei luoghi più frequentati o dove si realizzavano accumuli. L'interesse poteva essere diretto, il poter fumare la parte residua della sigaretta o del sigaro, oppure indiretto, il ricavo di piccolo guadagno derivante dal recupero e dalla rivendita del tabacco superstite. La persona dedita a tale attività era detto "ciccaiolo", o, con inflessione letteraria, "ciccaiuolo". Si trattava di persone per lo più misere o in condizione di indigenza, tanto che l'attività del ciccaiolo era accompagnata da un'aura alquanto umiliante e denigratoria, perfino negli anni di estrema povertà che contraddistinsero l'immediato secondo dopoguerra italiano. A tale proposito, ad esempio, è tramandato un significativo aneddoto, proveniente dal mondo del cinema italiano, che vede protagonista il regista Vittorio De Sica durante le lavorazioni del suo Ladri di biciclette e il bambino Enzo Staiola, attor giovane del film neorealista: il regista nasconde alcune cicche nella tasca del bambino e lo offende personalmente, accusandolo, con termine romanesco, di essere un "ciccarolo", un espediente dettato dal mestiere per ottenerne le lacrime ai fini della verosimiglianza dell'interpretazione scenica. Analoghi fenomeni sociologici toccano in diversi contesti nazionali: in Francia, ad esempio, i clochard e gli indigenti dediti alla raccolta dei mozziconi in tempi di penuria economica venivano detti mégotiers (dal francese mégot, cicca/mozzicone di sigaretta).
La raccolta di cicche per terra era una pratica in voga anche nei Paesi Bassi, durante la seconda guerra mondiale, quando il tabacco era merce scarsa. In lingua olandese esisteva anche un apposito anglicismo per indicare il tabacco ricavato dalle cicche: bukshag (dall'inglese shag, tabacco trinciato per la fabbricazione manuale di sigarette), termine ormai caduto in disuso, vestigia desueta di un lessico di guerra appartenente a tempi lontani.

### Modalità di abbandono delle cicche
Ciò che resta di una sigaretta nelle mani di un fumatore è un oggetto normalmente privo di interesse, sgradevole alla vista e all'olfatto, di cui si rende necessario l'immediato smaltimento. Questo può avvenire in vari modi.
I fumatori possono disfarsi correttamente delle cicche depositandole in posacenere o in altri appositi contenitori, idonei allo scopo, ma la scarsa diffusione di questi ultimi, unita alla scomodità di tali situazioni, fa sì che spesso i fumatori preferiscano abbandonare i mozziconi al suolo, in vari contesti paesaggistici, sia urbani sia naturali, come è il caso, ad esempio, delle spiagge: questo fenomeno, dovuto in parte all'incuria e alla negligenza delle persone, è favorito, tuttavia, dalla mancanza di cestini per il loro corretto smaltimento.

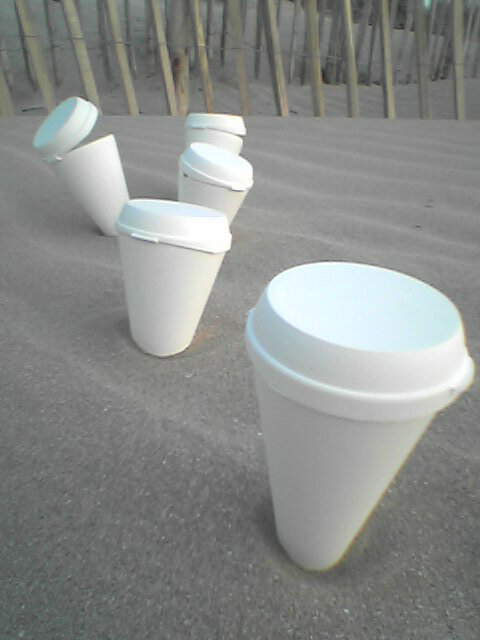
Posacenere conici da spiaggia

Una possibile misura di contrasto è costituita dai divieti di fumo sulle aree prospicienti gli specchi d'acqua, marini e lacuali, o i margini fluviali. Emanati a volte da amministrazioni locali (ad esempio, una statistica statunitense, nel 2008, annoverava una sessantina di località, comprese anche alcune anche grandi città, come Chicago e San Diego), i divieti sono strumenti che, in ogni caso, non possono essere risolutivi, visto che i mozziconi possono raggiungere le spiagge del mare e degli specchi d'acqua trasportati dal ruscellamento. Rimane poi aperta la questione della efficacia di simili divieti, sia con una valutazione degli effetti prodotti, sia con un'analisi costi-benefici.
Nonostante la piccola taglia, le cicche tendono ad avere un impatto visivo piuttosto forte, dal momento che la loro visibilità è amplificata dalla ubiquità e dalla tendenza ad accumularsi in particolari luoghi, aiutate in tutto questo dalla grande longevità. Notevole è poi la negatività estetica dell'impatto visivo procurato dalla vista di mozziconi abbandonati, percepiti come sgradevolissimi simboli di sporcizia e interpretati come sintomi di degrado urbano e paesaggistico: in uno studio quantitativo condotto su un campione di popolazione italiana, basato sulla proposta di un questionario, i mozziconi di sigaretta si sono rivelati tra quelli la cui presenza sul suolo pubblico risulta tra le più sgradite, superati solo dalle deiezioni animali.
Il fenomeno dell'abbandono di cicche, e quello dell'accumulo, possono essere mitigati dalla diffusione di ricettacoli idonei, come portacenere o con l'utilizzo di EcoSmoke, messi a disposizione dei clienti di esercizi commerciali o di frequentatori di un sito, mentre lo smaltimento in cestini, cassonetti, o contenitori per rifiuti ordinari è da considerarsi inappropriato, dal momento che la brace residua può essere all'origine di incendi.

### Interesse in ambito forense
I mozziconi abbandonati distrattamente durante il compimento di un crimine rivestono da sempre un certo interesse nel campo della scienza investigativa e, più in generale, nelle discipline forensi, dal momento che possono diventare importanti elementi indiziari per tentare di ricostruire il numero, i tempi di permanenza e l'identità dei soggetti presenti sulla scena del reato: un certo fumatore lascia, generalmente, mozziconi dello stesso tipo, della stessa marca e con il medesimo aspetto. I mozziconi rinvenuti possono aiutare a ricostruire la scena del crimine o concorrere alla formazione della prova accusatoria. La ricerca dei mozziconi sulla scena del crimine rappresenta un classico arnese del mestiere dell'investigatore e ricorre anche nella letteratura gialla. In quest'ultimo caso, anzi, il suo uso risulta così scontato e abusato da aver spinto il giallista S. S. Van Dine, autore, nel 1928, di Venti regole per scrivere romanzi polizieschi, a sconsigliarne fortemente l'uso a ogni aspirante scrittore di gialli.
La loro importanza in campo investigativo è aumentata notevolmente nel corso del Novecento, quando sono diventate disponibili agli investigatori tecnologie in grado di ricostruire l'impronta genetica del fumatore a partire da fluidi e residui organici, provenienti dalle dita o dalla bocca e assorbiti o depositati sulla superficie del mozzicone. L'interesse per questo tipo di approfondimenti è poi accresciuto dal fatto che, trattandosi di indagini su res derelictae, non soggiacciono a vincoli e non incorrono in divieti e censure per conflitto con i principi costituzionali in tema di diritto alla riservatezza e di inviolabilità della libertà personale. Questo status giuridico le rende accessibili alle cosiddette "indagini difensive" promosse dagli avvocati di una delle parti in causa, per il tramite di collaboratori tecnicamente idonei, nei modi e nei limiti in cui tali pratiche sono ammesse dagli ordinamenti nazionali in materia di procedura penale.

## Ricadute ambientali

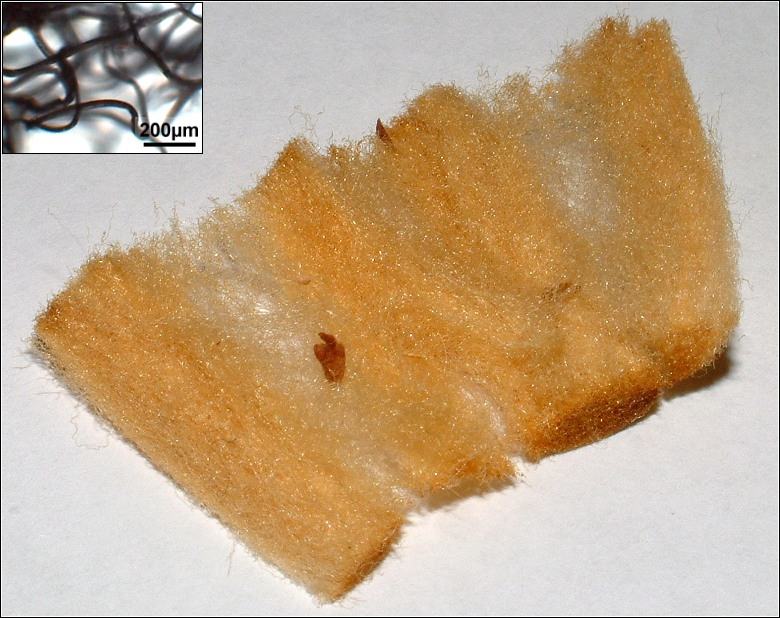
Acetato di cellulosa, principale costituente del filtro

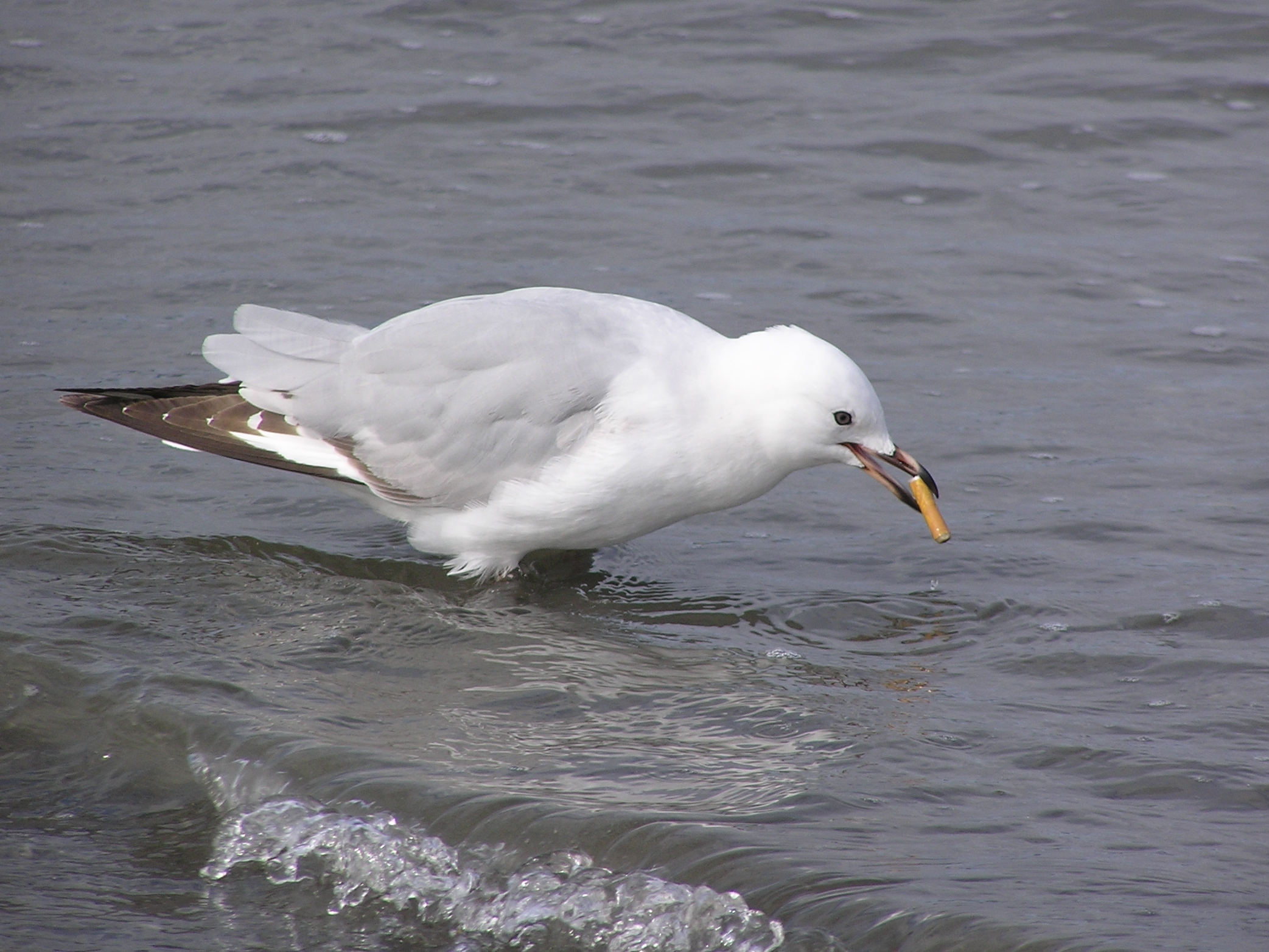
Una cicca nel becco di un immaturo gabbiano, della specie gabbiano beccorosso

Nonostante l'aspetto insignificante, le cicche pongono seri problemi di ricadute ambientali, dal momento che il frequente abbandono nell'ambiente porta a una loro presenza quasi ubiquitaria.

### Stime quantitative sull'abbandono
Sono disponibili diverse stime quantitative, globali e regionali, sulle dimensioni del fenomeno del rilascio nell'ambiente di tali materiali.
Ad esempio, è stato calcolato che, nella sola Svizzera, in un solo anno (il 1998), siano stati raccolti 954 milioni di kg di filtri di sigarette, il che rappresenta solo una frazione di quelli realmente abbandonati. Una stima valida per l'Australia, quantifica in 24-32 miliardi di cicche abbandonate annualmente nell'ambiente.
A livello mondiale, si stima che il numero di cicche disperse ogni anno in natura ammonti a 4 500 miliardi (4,5×1012), un'altissima percentuale (tra il 75 e il 97%) di quelle effettivamente fumate. In Italia, valutazioni dell'ENEA stimano in 13.000 tonnellate il peso di mozziconi prodotti ogni anno
Il divieto di fumo in certi locali o in certe aree sembra esacerbare (almeno a breve termine) il problema dell'abbandono, dal momento che i fumatori sono spinti a fumare all'aperto, dove è più probabile che il mozzicone venga eliminato in maniera impropria.
Il tempo di latenza in natura, prima che si completi la decomposizione, varia da sei mesi a una dozzina di anni, a seconda delle condizioni ambientali e a seconda del tipo di sigaretta (senza filtro o con filtro).

### Depurazione delle acque reflue
Riguardo alla longevità, va detto che le cicche con filtro non si disfano nemmeno immergendole nell'acqua, sulla cui superficie, anzi, galleggiano e dalla quale vengono facilmente trasportate: se gettate nello scarico dello sciacquone o nelle caditoie delle fognature, possono essere causa di intasamenti e guasti in tubature e pompe. Come misura di prevenzione, all'ingresso degli impianti di depurazione sono installate apposite griglie a cui è affidato il compito di trattenere mozziconi e altri oggetti di analoga consistenza solida, come cotton fioc, ovatta, stracci, assorbenti igienici, pannolini ecc. (un'operazione propedeutica che in gergo tecnico è detta "grigliatura"). Per mantenere l'efficienza di tali filtri si rende necessaria una continua manutenzione, con periodica pulitura delle griglie e rimozione degli accumuli solidi, il che rappresenta un costo aggiuntivo nel ciclo industriale di depurazione delle acque reflue.

### Inquinamento
L'alto numero di mozziconi dispersi e latenti in natura non rappresenta solo un problema estetico, ma anche un vero problema ecologico, dal momento che essi rappresentano una notevole fonte di inquinamento ambientale diffuso.

#### Problemi legati alla non biodegradabilità e ai tempi di latenza
Il filtro in sé (vale a dire l'elemento proveniente da una sigaretta non fumata), pone questioni sulla sua biodegradabilità: secondo la British American Tobacco, importante industria manifatturiera del ramo e, come tale, portatrice di un conflitto di interessi, il filtro, essendo realizzato in carta, colla e fibra di acetato di cellulosa, è da considerarsi come completamente biodegradabile, con tempi di dissolvimento in natura variabili, che l'azienda stima da 1 mese a 3 anni, in dipendenza delle più o meno severe condizioni ambientali a cui esso è sottoposto. In base a tali dati, quindi, l'azienda sostiene che il filtro di sigaretta "[non costituisce] un problema ambientale sul lungo periodo".
A questa visione ottimistica si oppongono gli ambientalisti che sono soliti eccepire sottolineando una distinzione importante, quella tra "biodegradazione" e "diluizione nell'ambiente". Si tratta di un'eccezione scientificamente fondata: la fibra sintetica di cui il filtro è composto non è biodegradabile, ma solo in grado di disfarsi in polvere fine, in tempi, peraltro, di circa 10-15 anni, ben più lunghi di quelli indicati dalla British American Tobacco, al termine dei quali, comunque, permane sempre un residuo sintetico fine che si diffonde nel suolo e nelle acque, semplicemente "diluendosi" nell'ambiente senza "svanire" mai.

#### Rilascio di contaminanti in soluzione

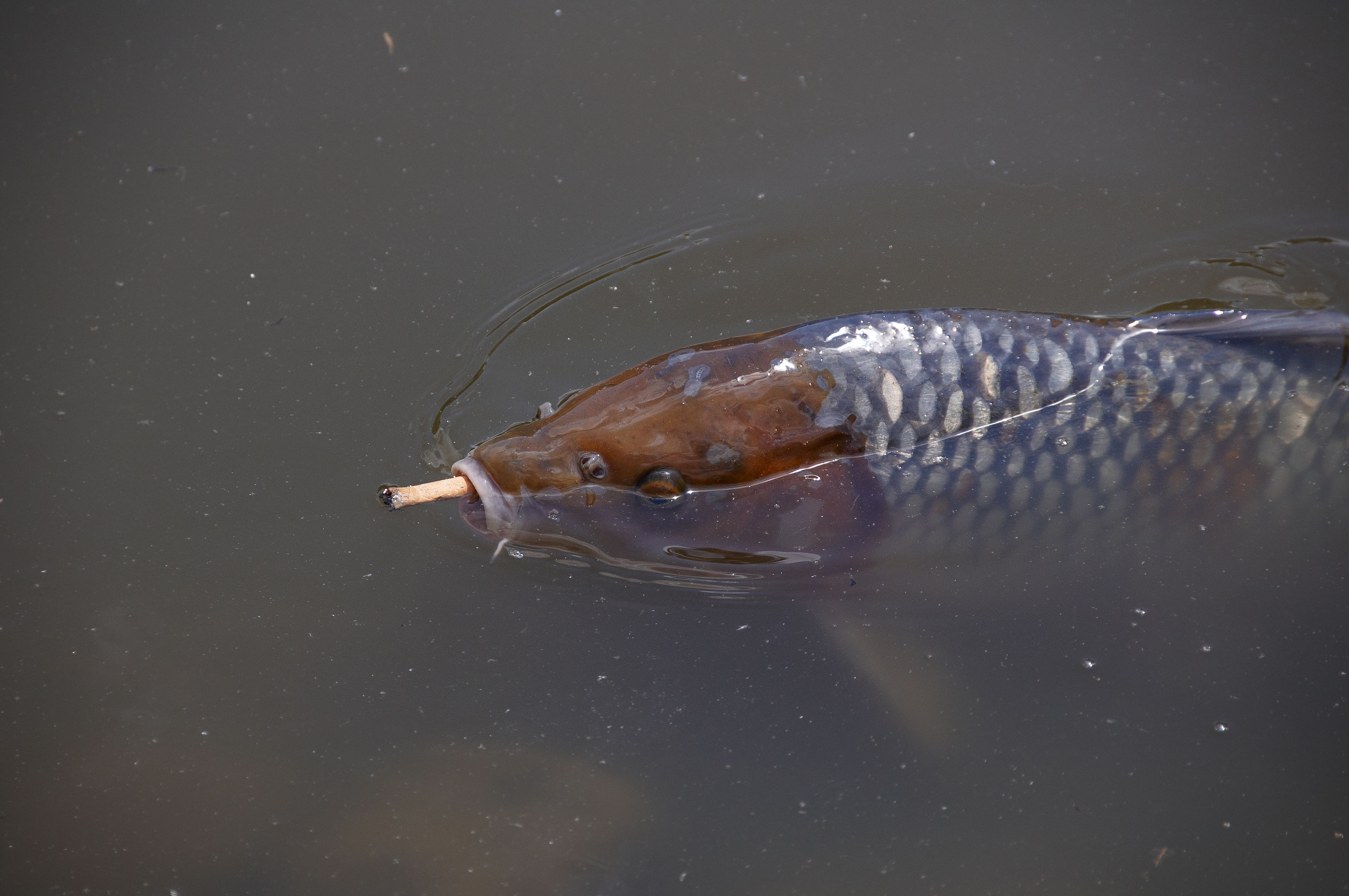
Una carpa mentre afferra una cicca

I problemi, tuttavia, si aggravano qualora si consideri non il filtro in sé, ma il mozzicone di sigaretta fumato. Potenziali fonti di problemi sono, infatti, le sostanze nocive che vi si accumulano, compresi i metalli pesanti, che provengono solo dal filtro delle sigarette fumate e dal tabacco residuo dei mozziconi di sigarette senza filtro. Infatti, il fumo di sigaretta non filtrato è costituito da gas e particolato in sospensione, un miscuglio che contiene più di 4000 sostanze chimiche , classificabili, a seconda dei casi, come irritanti, nocive, tossiche, mutagene e cancerogene. Di fatto almeno 250 di tali sostanze sono considerate nocive e almeno 50 riconosciute come cancerogene. Tra le sostanze a rischio, le più note sono dei carcinogeni come benzopireni, fenolo e formaldeide; metalli pesanti come arsenico, piombo e cadmio; sostanze tossiche come acetone, toluene, nicotina, benzene, acido cianidrico, acetaldeide, nitrati; sostanze pericolose come butano e ammoniaca (l'abbondanza di sostanze chimiche deriva da quelle impiegate nella coltivazione e nella manifattura del tabacco: fungicidi, erbicidi, insetticidi e pesticidi).
Il problema nasce dal rilascio e dalla dispersione nell'ambiente di queste sostanze attraverso il micro-inquinamento diffuso veicolato dall'enorme massa di mozziconi abbandonati. Dal momento che la maggior parte delle cicche è esposta all'acqua, si pone il problema dell'inquinamento idrico. Una frazione delle cicche, inoltre, finisce nelle canalizzazioni delle fogne mentre un'altra frazione viene facilmente trasportata dal ruscellamento fino a raggiungere i corsi d'acqua: una stima del 2002, condotta in Australia, ha quantificato nel 10% la percentuale delle cicche abbandonate che finiscono nei corsi d'acqua.

#### Concentrazioni di metalli pesanti nel percolato

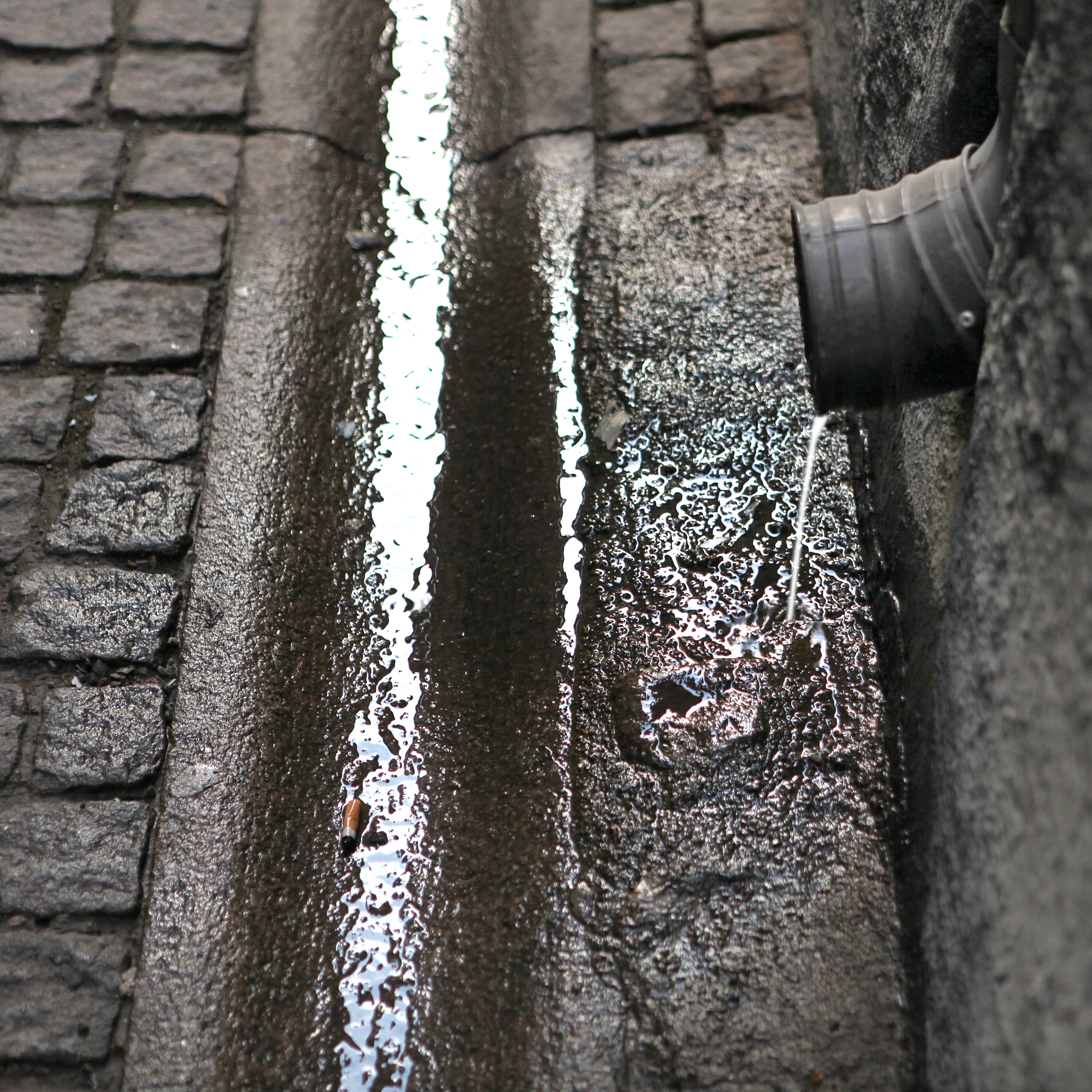
Stoccolma, Città vecchia: percolazione di una cicca da parte di acque piovane di scolo

Uno studio del 2009 ha investigato sul rilascio di metalli pesanti in soluzione nei percolati, focalizzando la ricerca su dodici componenti: alluminio (Al), bario (Ba), cadmio (Cd), cromo (Cr), rame (Cu), ferro (Fe), piombo (Pb), manganese (Mn), nichel (Ni), stronzio (Sr), titanio (Ti) e zinco (Zn).
Le analisi di tossicità, basate su procedure approvate dalla Agenzia per la protezione dell'ambiente degli Stati Uniti e dalla Organizzazione mondiale della sanità, hanno messo in luce concentrazioni di cadmio e piombo, classificati come contaminanti primari dalle due organizzazioni, superiori a quelle massime ammissibili nelle acque potabili. Anche le concentrazioni di alluminio, manganese e ferro, considerati contaminanti secondari, eccedono di gran lunga i livelli ammessi dalle due organizzazioni. Per due metalli, stronzio e titanio, non esistono direttive sui livelli di tossicità nelle acque, mentre per gli altri 5 presi in considerazione dalla ricerca, la loro presenza era inferiore ai limiti EPA. Questi ultimi cinque risultati non sono comunque da sopravvalutare, perché basati su test di tossicità validi per la specie umana, cioè su un modello biologico scarsamente predittivo nei confronti di altre specie. Non è escluso, infatti, che livelli di concentrazione inferiori agli standard umani fissati da OMS e EPA, si rivelino tossici nei confronti di micro e macroorganismi. Studi compiuti su due diversi organismi, un crostaceo (Ceriodaphnia dubia) e un microrganismo (Vibrio fischeri), hanno puntualmente rivelato che la tossicità si manifesta con sensibilità molto diverse tra specie diverse (nel caso specifico, una tossicità da 2,9 fino 8 volte superiore nel Vibrio fischeri rispetto a Ceriodaphnia dubia, a seconda della marca di sigarette).

### Rischi di intossicazione nei bambini

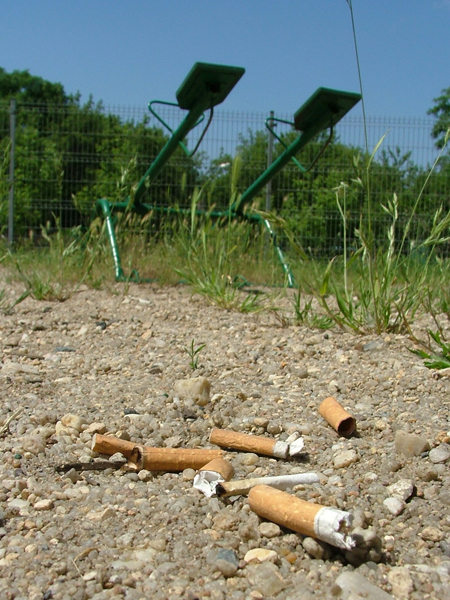
Cicche abbandonate presso giochi per bambini

Un altro problema è costituito dal pericolo che i bambini in tenera età si intossichino ingerendo mozziconi. I bambini più piccoli hanno l'attitudine cognitiva di esplorare attivamente il mondo portando qualsiasi oggetto alla bocca, conosciuto o sconosciuto, mentre quelli più grandi possono essere spinti a portarli alla bocca per spirito emulativo, imitando gesti appresi dagli adulti fumatori.
Succede, inoltre, che persone adulte fumino presso aree destinate ai giochi d'infanzia, o nei pressi di sabbionaie, anche durante il tempo in cui sono impegnati nella sorveglianza dei bambini: i mozziconi abbandonati in questi luoghi, così come quelli che, per vari motivi, si trovano disseminati sulle spiagge possono facilmente venire a contatto con i bambini più piccoli e quindi essere portati alla bocca, con conseguenti rischi di intossicazione, più o meno gravi in rapporto con il peso corporeo e al tipo (e al numero) di mozziconi ingeriti (ad esempio, se provenienti da sigarette fumate o intonse).
Le intossicazioni causate dall'ingestione di mozziconi di sigaretta, da parte di soggetti in età pediatrica, rappresentano un evento che ricorre con una certa frequenza.
In cinque anni, dal 1998 al 2002, il centro antiveleni del Centre hospitalier régional universitaire di Lilla ha fronteggiato 272 casi di intossicazione da deglutizione accidentale di mozziconi in soggetti da 0 a 16 anni (con un'età media molto bassa: 1,22 anni). In un altro contesto, quello del Centro antiveleni di Berlino, in un solo anno (il 2007), si sono registrati 260 casi di intossicazione di bambini dovuta a mozziconi di sigaretta, con una cadenza quasi quotidiana.
Un rapporto del Rhode Island Department of Health riportava, nel 1997, 146 casi di intossicazione da ingestione di cicche da parte di bambini di età inferiore ai 6 anni, un terzo dei quali mostravano sintomi di intossicazione temporanea da nicotina.
A causa del rischio di ingestione, vengono spesso avanzate, da più parti (singoli, associazioni professionali mediche, portatori di interesse, ecc.), istanze per l'istituzione di divieti assoluti di fumo in prossimità delle aree giochi destinate ai bambini. Può così succedere che, pur in mancanza di uno specifico e generale divieto, singoli enti locali possano adottare autonome iniziative in tal senso, con provvedimenti restrittivi della libertà di fumo a valere in zone particolari sui territori da loro amministrati, come aree ludiche e luoghi di frequentazione riservati all'infanzia.

#### Intossicazioni domestiche
Nonostante l'allarme sociale sia spesso suscitato dalla diffusione delle cicche in spazi pubblici frequentati da bambini, cautele ancor maggiori sembrano necessarie negli ambienti abitativi, dal momento che moltissime intossicazioni coinvolgono proprio le pareti domestiche: secondo la statistica di un quinquennio di attività del Centro antiveleni di Lille (1998-2002), la quasi totalità delle ingestioni (266 su 272, ben il 97% e oltre) avviene nelle abitazioni, dove sigarette e mozziconi finiscono spesso in bocca ai bambini, che se ne impadroniscono facilmente prelevandoli da posacenere incautamente incustoditi e lasciati alla loro portata.

## Pericoli di incendio
Qualora non siano state spente con la dovuta cura, cicche e sigarette possono diventare esche in grado di provocare ogni anno incendi nei boschi, nell'interno di abitazioni, o negli autoveicoli, causando notevoli danni materiali e, regolarmente, morti e feriti da ustione.

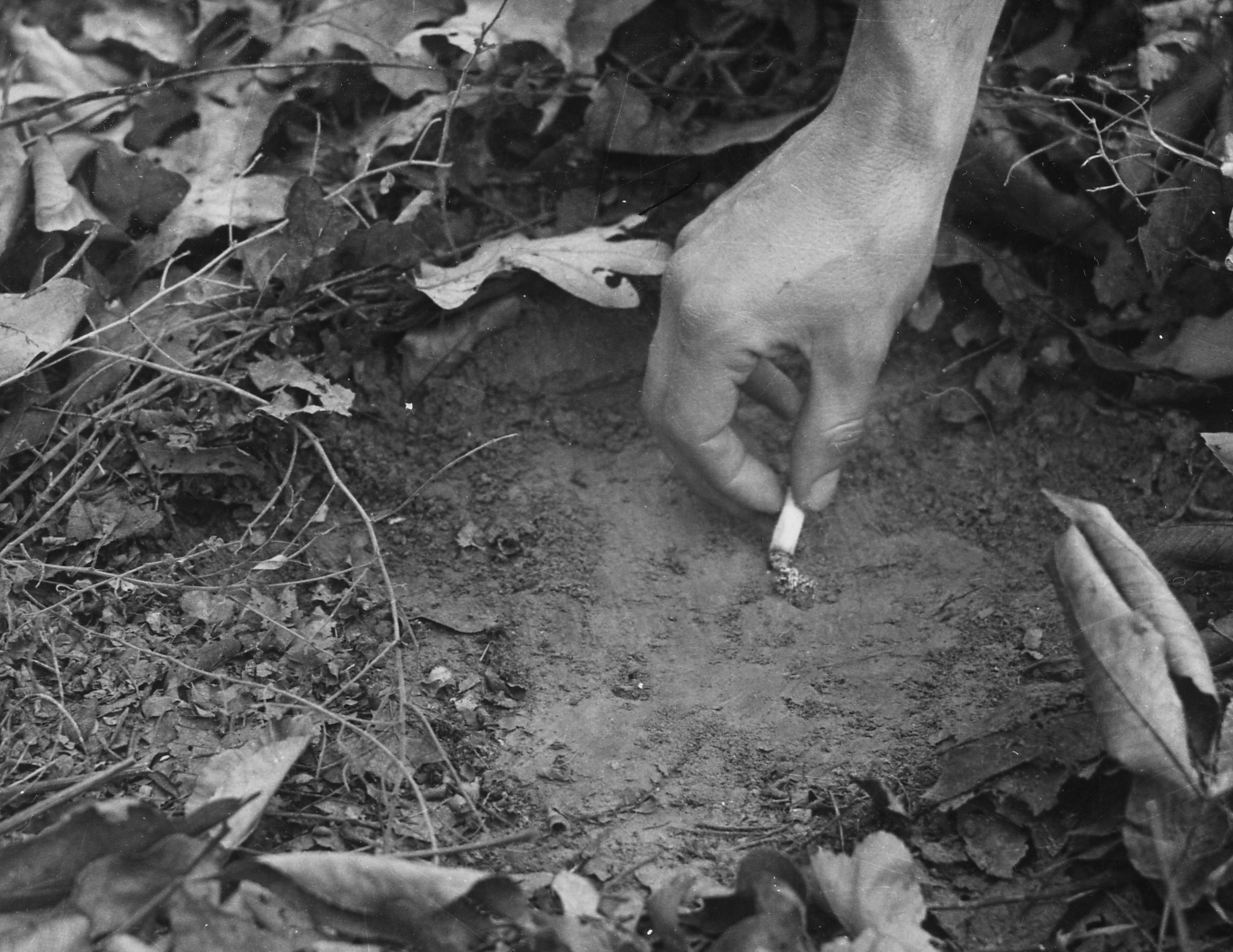
Linea guida dello US Forest Service per disfarsi in modo corretto di una sigaretta in un bosco

Spesso è impossibile identificare i colpevoli ed è probabile che, in moltissimi casi, i responsabili siano convinti della completa innocuità del gesto e non abbiano alcuna coscienza dei rischi associati, né alcuna consapevolezza della loro eventuale colpa.
Il rischio di incendi boschivi legato ai mozziconi è dovuto soprattutto all'improprio abbandono da parte di persone in cammino o dal lancio di mozziconi non completamente spenti sull'asfalto o sul ciglio della strada, da parte di passeggeri di auto in transito. Il rischio di tali condotte è aumentato dalla concomitanza di particolari condizioni climatiche, come l'aridità prolungata che caratterizza la stagione estiva, la presenza o l'affastellamento di stoppie o sterpaglie secche lungo il limitare della strada o del cammino, il regime locale e stagionale dei venti, ecc.
Statistiche locali confermano l'esistenza di un tale significativo rapporto causale: ad esempio, in Francia si stima che, nel dipartimento delle Bocche del Rodano il 16% dei focolai di incendio sia riconducibile a mozziconi gettati dai finestrini di autoveicoli e circa il 14% da mozziconi spenti in maniera inaccurata da persone a piedi.
Organismi che hanno in cura la preservazione della Natura hanno elaborato delle linee guida da osservare in ambienti particolari, come quelli forestali e agricoli, al fine di evitare che il mozzicone abbandonato possa trasformarsi in un'esca incendiaria in grado di distruggere aree di vegetazione. Ad esempio, secondo una raccomandazione elaborata dallo United States Forest Service, occorre rimuovere tutto lo strato organico e il pacciame depositatosi sul terreno fino a esporre interamente lo strato minerale del suolo per un diametro di circa 12 pollici (circa 31 cm). Il mozzicone andrà spento e disposto al centro dell'area scoperta (si veda anche l'illustrazione a fianco, prodotta dallo stesso servizio forestale americano e proveniente dagli archivi della National Archives and Records Administration statunitense).